# Бабино (Всеволожский район)
Ба́бино (фин. Papusi) — упразднённая деревня на территории Романовского сельского поселения Всеволожского района Ленинградской области, в настоящее время — урочище Бабино, местонахождение одноимённого садоводческого массива.

## История
Как деревня Papuis упоминается в наиболее старых из сохранившихся церковных регистрационных книгах Колтушского лютеранского прихода, начиная с 1745 года.
Под названием Бабина она обозначена на карте Санкт-Петербургской губернии прапорщика Н. Соколова 1792 года.
Деревня упоминается также на «карте окружности Санкт-Петербурга» 1810 года.
На топографической «карте окружности Санкт-Петербурга» 1817 года в лесах к востоку и к западу от деревни Бабино обозначены сохранившиеся «Понтусовы мосты» — гати, проложенные по мнению А. Ю. Гиппинга в 1581 году шведскими войсками под командованием Понтуса Делагарди во время похода из Кексгольма на крепость Орешек. «Понтусовы мосты» использовались местными крестьянами в зимний период для поездок в Токсово вплоть до конца XIX — начала XX века.

БАБИНА — деревня принадлежит наследникам покойного действительного камергера Всеволода Всеволожского, жителей по ревизии 39 м. п., 28 ж. п. (1838 год)

На этнографической карте Санкт-Петербургской губернии П. И. Кёппена 1849 года она обозначена как деревня «Papune», расположенная в ареале расселения савакотов. В пояснительном тексте к этнографической карте она названа Papune (Бабина) и указано количество её жителей на 1848 год: савакотов — 42 м. п., 42 ж. п., финляндских карелов — 21 м. п., 19 ж. п., всего 124 человека.

БАБИНА — деревня господина Всеволожского, по просёлкам, 14 дворов, 37 душ м. п. (1856 год)

Число жителей деревни по X-ой ревизии 1857 года: 37 м. п., 48 ж. п..
Согласно «Топографической карте частей Санкт-Петербургской и Выборгской губерний» в 1860 году деревня Бабина насчитывала 14 дворов.

БАБИНО — деревня владельческая при колодцах; 15 дворов, жителей 37 м. п., 48 ж. п.; (1862 год)

Согласно подворной переписи 1882 года в деревне проживали 18 семей, число жителей: 70 м. п., 57 ж. п.; все лютеране; разряд крестьян — собственники, а также пришлого населения 15 семей, в них: 26 м. п., 33 ж. п., лютеране: 25 м. п., 31 ж. п..

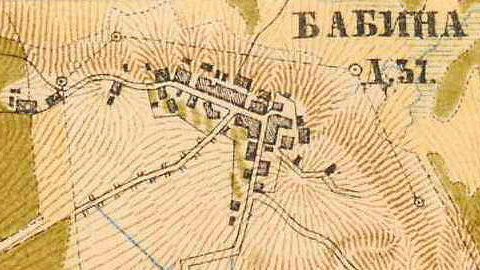
План деревни Бабино. 1885 год

В 1885 году, согласно карте окрестностей Петербурга, деревня Бабина состояла из 37 дворов. Сборник Центрального статистического комитета за этот же год, описывал деревню так:

БАБИНО — деревня бывшая владельческая, дворов — 16, жителей — 90. Лавка. (1885 год).

В 1895 году, согласно карте Шлиссельбургского уезда, деревня Бабино насчитывала 18 дворов. 

БАБИНО — деревня на земле Угловского сельского общества при земском тракте из Рябовской в Токсовскую волость в 2 верстах от р. Лепсари, 20 дворов, 63 м. п., 70 ж. п., всего 133 чел., смежна с посёлком арендаторов имения Рябово под названием Волчьи Горы. 

ПОСЕЛОК АРЕНДАТОРОВ — при деревне Бабино, при проселочной дороге 20 дворов, 58 м. п., 66 ж. п., всего 124 чел. (1896 год)

В конце XIX — начале XX века деревня административно входила в состав Рябовской волости 2-го стана Шлиссельбургского уезда Санкт-Петербургской губернии. Деревня относилась к лютеранскому приходу Ряяпювя. Население деревни было исключительно финским.
В 1902 году на Всероссийской кустарно-промышленной выставке в Таврическом дворце от Рябовской волости Шлиссельбургского уезда были представлены ковры, вышивки и кружева сработанные Еленой Матвеевной Татти из деревни Бабино.
В 1909 году деревня насчитывала 23 двора. В этом же году в деревне открылась школа с преподаванием на финском языке. В 1910—1911 учебном году в школе учились 17 мальчиков и 7 девочек, учительницей была В. Петрякова (русская).
Василий Павлович Всеволожский, владелец мызы Рябово, выстроил у деревни Бабино специальный птичник. В нём содержались куры, гуси, утки, индейки, цесарки. На воле содержались павлины, а в окрестном лесу фазаны. Старая дорога ведущая к фазаннику от северного берега Большого (Круглого) озера, была вымощена булыжником. Фазанники Всеволожских даже обозначались на картах того времени.
По данным Рябовского продовольственного комитета на начало 1918 года в деревне Бабино и соседней с ней деревне Волчьи Горы проживали 358 человек.
По сведениям Рябовского волостного совета в декабре 1921 года в деревне Бабино насчитывалось 188 жителей.
В конце 1924 года в деревне числилось 86 мужского и 95 женского пола, всего 181 прихожанин Рябовской лютеранской церкви.
Согласно переписи населения СССР 1926 года:

БАБИНО — деревня Романовского сельсовета Ленинской волости Ленинградского уезда, 47 хозяйств, 198 душ.

Из них: русских — 2 хозяйства, 3 души; ингерманландцев — 43 хозяйства, 191 душа. (1926 год)

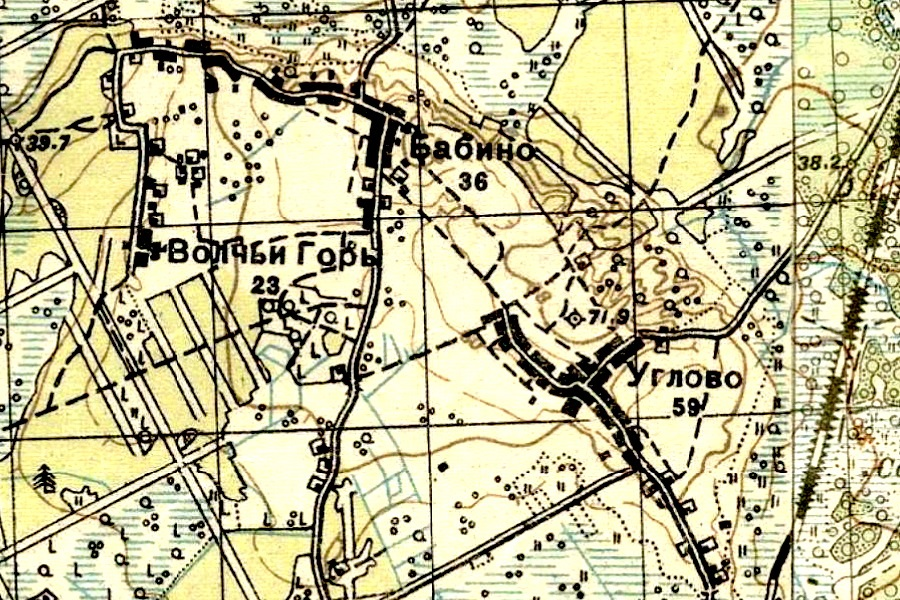
Деревня Бабино на карте 1931 года

Согласно топографической карте РККА 1931 года деревня насчитывала 36 дворов. 
По административным данным 1933 года деревня Бабино относилась к Романовскому финскому национальному сельсовету Ленинградского Пригородного района.
В 1938 году население деревни насчитывало 180 человек, из них русских — 100 человек, финнов — 80 человек.
Согласно переписи населения 1939 года:

БАБИНО — деревня Романовского сельсовета Всеволожского района, 155 чел . (1939 год)

В 1940 году деревня насчитывала 46 дворов.
До 1942 года — место компактного проживания ингерманландских финнов.
В 1954 году население деревни составляло 192 человека.
В 1958 году население деревни составляло 65 человек.
По данным 1966 года деревня Бабино находилась в составе Щегловского сельсовета.
По данным 1973 и 1990 годов деревня Бабино в составе Всеволожского района не значилась.

## География
Находится к северу от автодороги 41К-065 (Санкт-Петербург — Матокса), к северо-западу от посёлка Углово.